# La figlia del vento (film 1920)
La figlia del vento (On with the Dance) è un film del 1920 diretto da George Fitzmaurice. La sceneggiatura di Ouida Bergère si basa su On With The Dance, un lavoro teatrale di Michael Morton andato in scena in prima al Theatre Republic di Broadway il 29 ottobre 1917.
Prodotto dalla Famous Players-Lasky Corporation, il film fu distribuito negli Stati Uniti dalla Paramount Pictures il 15 febbraio 1920.

## Trama
A New York, si intrecciano i destini di Sonia Varinoff, una ragazza del popolo russa, di Peter Derwynt, un architetto del sud, di Lady Jeane Tremelyn, un'aristocratica inglese, e di Jimmie Sutherland.

## Produzione
Girato nel Queens, ai Paramount Studios di Astoria, il film fu prodotto dalla Famous Players-Lasky Corporation.

## Distribuzione
Il copyright del film, richiesto dalla Famous Players-Lasky Corp., fu registrato il 16 gennaio 1920 con il numero LP14660. Il film - presentato da Adolph Zukor - fu distribuito dalla Paramount-Artcraft Pictures uscendo nelle sale statunitensi il 15 febbraio 1920. Nel Regno Unito, venne distribuito il 18 aprile 1921, mentre in Finlandia uscì il 18 marzo 1923.